# The Alesha Show
The Alesha Show es el segundo álbum de Alesha Dixon, exmiembro del grupo de Reino Unido Miss-Teeq. El álbum salió a la venta el 24 de noviembre de 2008 en Reino Unido precedido del sencillo The Boy Does Nothing.

## Canciones
1. "Welcome To The Alesha Show" (Intro) (Alesha Dixon, Marsha Ambrosius & Yann Macé) — 0:26
2. "Let's Get Excited" (Alesha Dixon, Thaddis Harrell, Sean Hall & Todd Herfindal) — 3:18
3. "Breathe Slow" (Carsten Schack, Kenneth Karlin & Harold Lilly) — 4:13
4. "Cinderella Shoe" (Miranda Cooper, Alesha Dixon, Brian Higgins, Carla-Marie Williams & Nick Coler) — 2:41
5. "The Boy Does Nothing" (Miranda Cooper, Alesha Dixon, Brian Higgins & Carla-Marie Williams) — 3:34
6. "Chasing Ghosts" (Alesha Dixon & Steve Brooker) — 3:43
7. "Play Me" (Miranda Cooper, Alesha Dixon, Brian Higgins, Jon Shave, Toby Scott, Jason Resch & Kieran Jones) — 3:36
8. "Hand It Over" (Alesha Dixon, Harvey Mason Jr., Warren Felder, James Fauntleroy II & F. Storm) — 3:35
9. "Do You Know The Way It Feels" (Diane Warren) — 4:04
10. "Can I Begin" (Alesha Dixon, A. Shuckburgh, Amanda Ghost & Ian Dench) — 3:32
11. "Italians Do It Better" (Miranda Cooper, Alesha Dixon, Brian Higgins, Jason Resch, Kieran Jones & Tim Powell) — 4:10
12. "Ooh Baby I Like It Like That" (Miranda Cooper, Alesha Dixon, Brian Higgins & Sasha Collinson) — 3:45
13. "Don't Ever Let Me Go" (Miranda Cooper, Nick Coler, Alesha Dixon, Brian Higgins, Tim Powell, Angus & Julia Stone) — 3:44
14. "I'm Thru"/"Mystery - hidden track"(Miranda Cooper, Brian Higgins, Matt Gray & Owen Parker/Miranda Cooper, Nick Coler, Alesha Dixon, Matt Gray, Brian Higgins & Tim Powell) — 8:56
UK and Australia Deluxe iTunes Edition
15. "Welcome To The Alesha Show (Extended edition)" (Alesha Dixon, Marsha Ambrosius & Y. Mace) — 3:18
16. "I Don't Wanna Mess Around" — 3:47
17. "The Boy Does Nothing" (Music video) 3:51
18. "The Boy Does Nothing" Making The Video 3:36
19. "Hello iTunes" 0:23 (video)

## Sencillos
- The Boy Does Nothing (10 de noviembre de 2008)
- Breathe Slow (9 de febrero de 2009)
- Let's Get Excited (11 de mayo de 2009)

## Historial de salida a la venta
| País        | Fecha                   | Discográfica |
| ----------- | ----------------------- | ------------ |
| Reino Unido | 24 de noviembre de 2008 | Asylum       |
| Ireland     | 24 de noviembre de 2008 | Asylum       |
| Europa      | 20 de febrero de 2009   | Warner Music |
| Polonia     | 23 de marzo de 2009     | Warner Music |
| Brasil      | 23 de abril de 2009     | Warner Music |
| España      | 12 de mayo de 2009      | Warner Music |
| Alemania    | 29 de mayo de 2009      | Warner Music |

- Datos: Q2451544